# 龙山国家森林公园
龙山国家森林公园又名湖南百里龙山国家森林公园，坐落在中国湖南省娄底市涟源市杨市镇，是一座国家森林公园，总面积131.21平方公里。

## 沿革
1992年，湖南省林业厅批准龙山为省级森林公园。2006年，国家林业局将其列入国家森林公园。2010年，整个龙山地区并入国家森林公园。

## 地理
龙山国家森林公园的最高峰是岳坪峰，海拔1513.6米。
枫树坑水库也是在龙山国家森林公园内，总面积80万平方米。1975年开始建造，1979年完工。

## 生物
龙山国家森林公园植被是亚热带常绿阔叶林。龙山国家森林公园内保护动物有27目、52科、143种，其中包括国家二级保护动物有12种。

## 旅游景点
2018年2月，一座5D玻璃桥正式开始建造，7月10日对外开放。全场198.8米，宽2米，高度118米。

## 照片
- 龙山国家森林公园
- 5D玻璃桥
- 龙山国家森林公园